# تركي بن سلمان آل سعود
تركي بن سلمان بن عبد العزيز آل سعود (مواليد 1987 في الرياض) أحد أبناء الملك سلمان وهو رجل أعمال ورئيس مجلس إدارة ثروات القابضة. في 9 فبراير 2013، تم تعيينه رئيساً لمجموعة الأبحاث والتسويق السعودية (SRMG) وعمل في المنصب حتى 6 أبريل 2014 عندما استقال من منصبه.
الأمير تركي بن سلمان بن عبد العزيز آل سعود هو شقيق الأمير محمد بن سلمان بن عبد العزيز آل سعود، ولي عهد المملكة العربية السعودية. حصل الأمير تركي على درجة البكالوريوس في التسويق من جامعة الملك سعود.